# Zodariellum serraferum
Zodariellum serraferum là một loài nhện trong họ Zodariidae.
Loài này thuộc chi Zodariellum. Zodariellum serraferum được Lin & S miêu tả năm 2009. Q. Li.